# Кетс-Бридж (Вірджинія)
Кетс-Бридж (англ. Cats Bridge) — переписна місцевість (CDP) в США, в окрузі Аккомак штату Вірджинія. Населення — 184 особи (2020).

## Географія
Кетс-Бридж розташований за координатами 37°32′52″ пн. ш. 75°47′0″ зх. д. / 37.54778° пн. ш. 75.78333° зх. д. (37.547717, -75.783285).  За даними Бюро перепису населення США в 2010 році переписна місцевість мала площу 8,44 км², з яких 8,21 км² — суходіл та 0,23 км² — водойми.

## Демографія
Згідно з переписом 2010 року, у переписній місцевості мешкало 229 осіб у 98 домогосподарствах у складі 63 родин. Густота населення становила 27 осіб/км².  Було 122 помешкання (14/км²).
Расовий склад населення:
| - 86,9 % — чорних або афроамериканців - 11,8 % — білих |

До двох чи більше рас належало 0,9 %. Частка іспаномовних становила 3,9 % від усіх жителів.
За віковим діапазоном населення розподілялося таким чином: 22,7 % — особи молодші 18 років, 62,0 % — особи у віці 18—64 років, 15,3 % — особи у віці 65 років та старші. Медіана віку мешканця становила 42,8 року. На 100 осіб жіночої статі у переписній місцевості припадало 84,7 чоловіків;  на 100 жінок у віці від 18 років та старших — 84,4 чоловіків також старших 18 років.
За межею бідності перебувало 8,4 % осіб, у тому числі 0,0 % дітей у віці до 18 років та 22,2 % осіб у віці 65 років та старших.
Цивільне працевлаштоване населення становило 106 осіб. Основні галузі зайнятості: виробництво — 49,1 %, оптова торгівля — 20,8 %, освіта, охорона здоров'я та соціальна допомога — 20,8 %.